# Buchanania reticulata
Buchanania reticulata là một loài thực vật có hoa trong họ Đào lộn hột. Loài này được Hance mô tả khoa học đầu tiên năm 1877.